# Давид, Герард
Герард Давид (нидерл. Gerard David; ок. 1460, Аудеватер — 13 августа 1523, Брюгге) — нидерландский живописец раннего Северного Возрождения. Работал в Брюгге и считается представителем школы так называемых фламандских примитивистов. Был успешным при жизни и, вероятно, руководил двумя мастерскими, в Антверпене и Брюгге. Как и многие художники его эпохи, он был забыт в последующее время и заново открыт только в XIX веке.

## Биография
Герард Давид работал в мастерской отца, позднее переехал в Харлем. Считается, что он провёл некоторое время (с 1470 по 1480 год) в Италии, где на него оказало влияние искусство итальянского Возрождения. Свой ранний стиль он сформировал под руководством Альберта ван Оуватера в Харлеме, а в 1483 году переехал в Брюгге, где в 1484 году поступил в Гильдию Святого Луки, в 1501 году став деканом гильдии.
Давид был одним из видных горожан Брюгге. Около 1496 года он женился на Корнелии Кноп, дочери старшины гильдии ювелиров.
Умер Герард Давид 13 августа 1523 года и был похоронен как почётный гражданин в церкви Богоматери в Брюгге.

## Творчество
В ранний период пребывания в Брюгге Герард Давид изучал творчество Яна ван Эйка, Рогира ван дер Вейдена и Хуго ван дер Гуса, и в значительной степени склонялся к стилю живописи Ханса Мемлинга. После смерти Мемлинга в 1494 году Давид стал ведущим художником Брюгге.
В ранних работах художника также прослеживается влияние Гертгена тот Синт Янса из Харлема, а пространственные построения его ранних работ отсылают к Дирку Баутсу, также художнику из Харлема. Давид заимствовал мотивы, а иногда и целые композиции у своих предшественников. Например, композиция «Поклонение волхвов» (Старая пинакотека, Мюнхен) написана по мотивам картины Хуго ван дер Гуса. Поэтому Давидa иногда называют последним из фламандских примитивистов. Тем не менее он демонстрировал и новые темы или новые интерпретации существующих тем раньше своих современников Квентина Массейса и Йоса ван Клеве.
Не отступая от традиционной иконографии, художник вводил в свои произведения фантастический пейзаж — так будут поступать все последующие нидерландские мастера.
В целом «в его индивидуальном стиле с элементами интернациональной готики заметны также влияния Яна ван Эйка и итальянских художников. Герард и его школа представляли собой наиболее консервативное течение нидерландской живописи первой половины XVI века, своеобразный ретроспективный академизм художников Брюгге, стремившихся сохранить готические традиции».
Учеником Герарда Давида был Адриан Изенбрант.

## Галерея

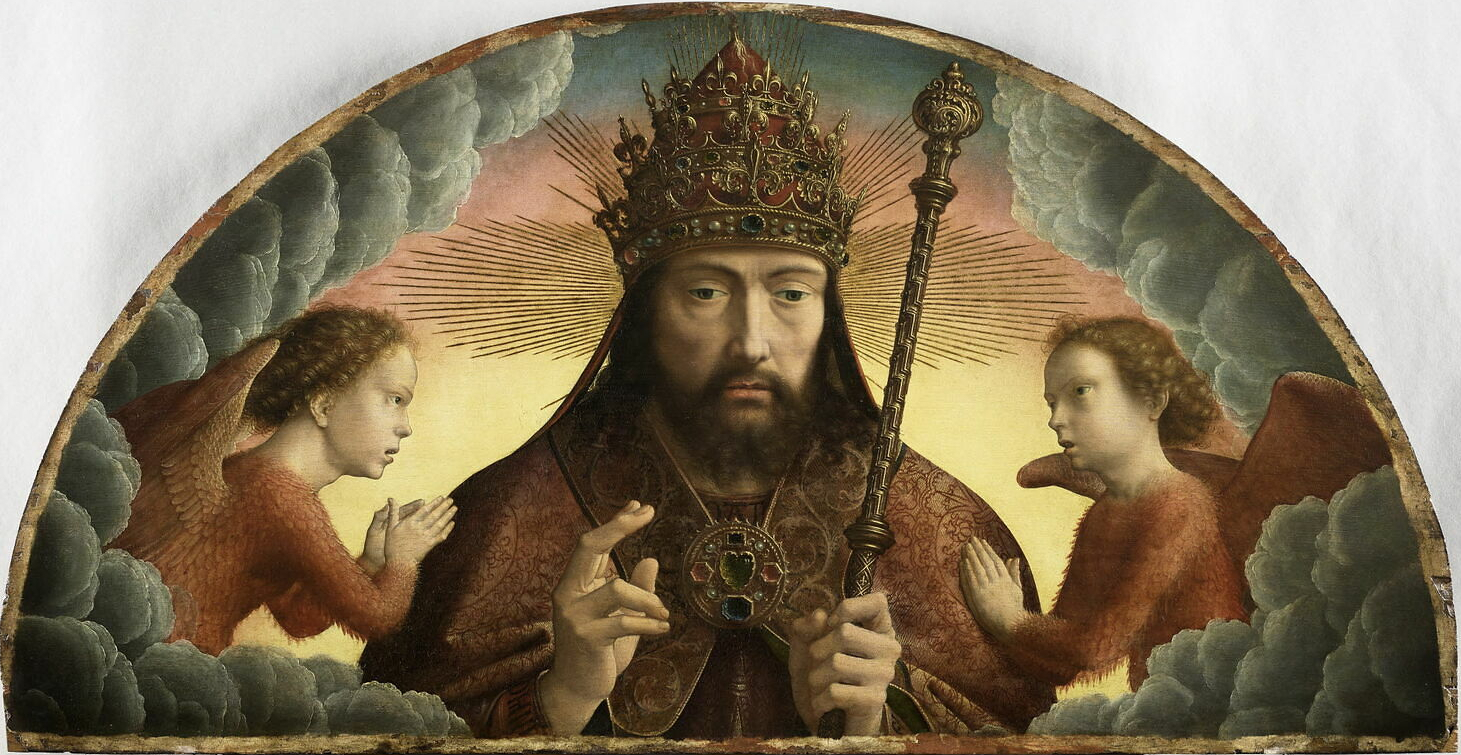
Бог-Отец. 1506. Часть разобщённого полиптиха Червары. Дерево, масло. Лувр, Париж
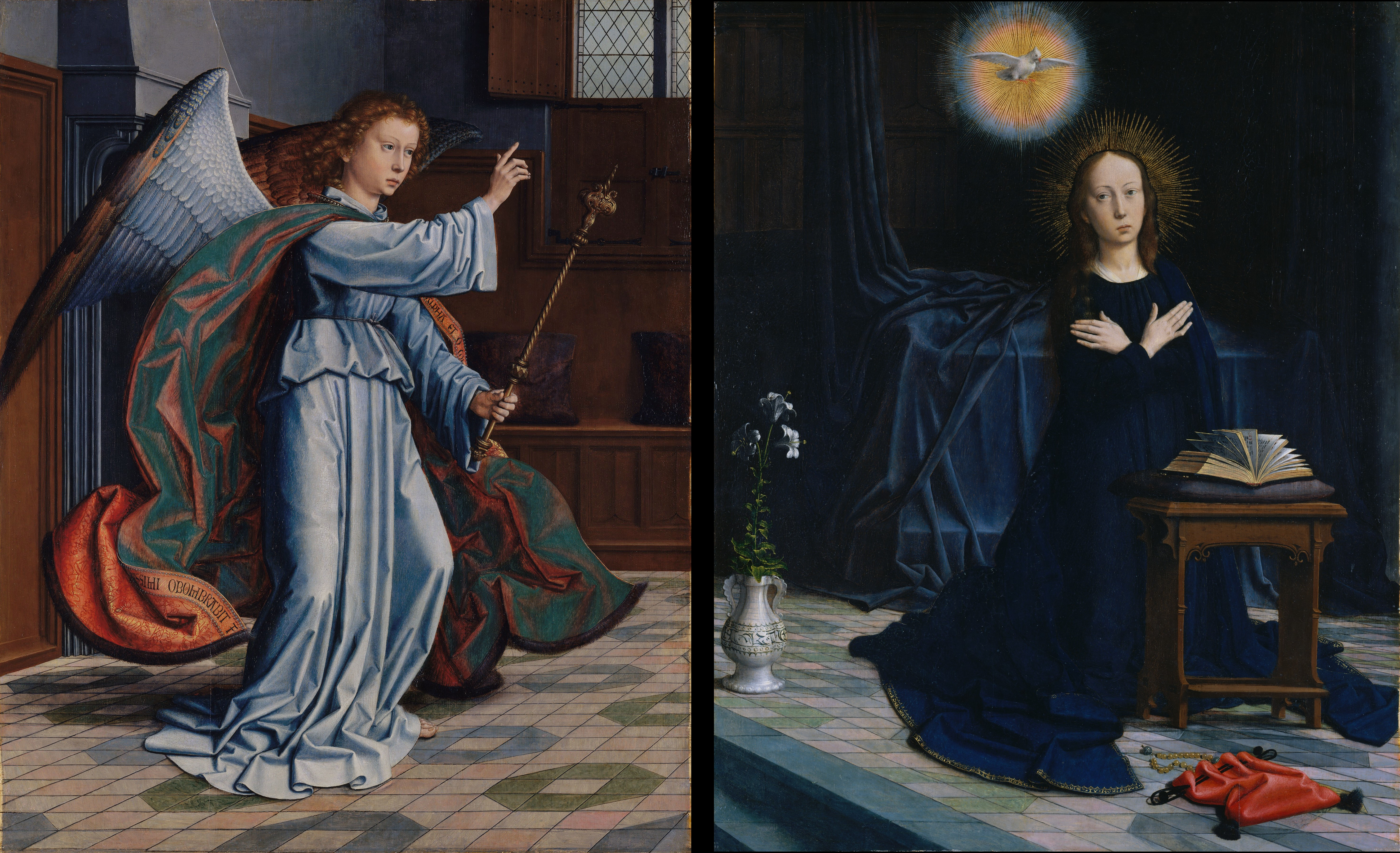
Благовещение. 1506. Дерево, масло. Метрополитен-музей, Нью-Йорк
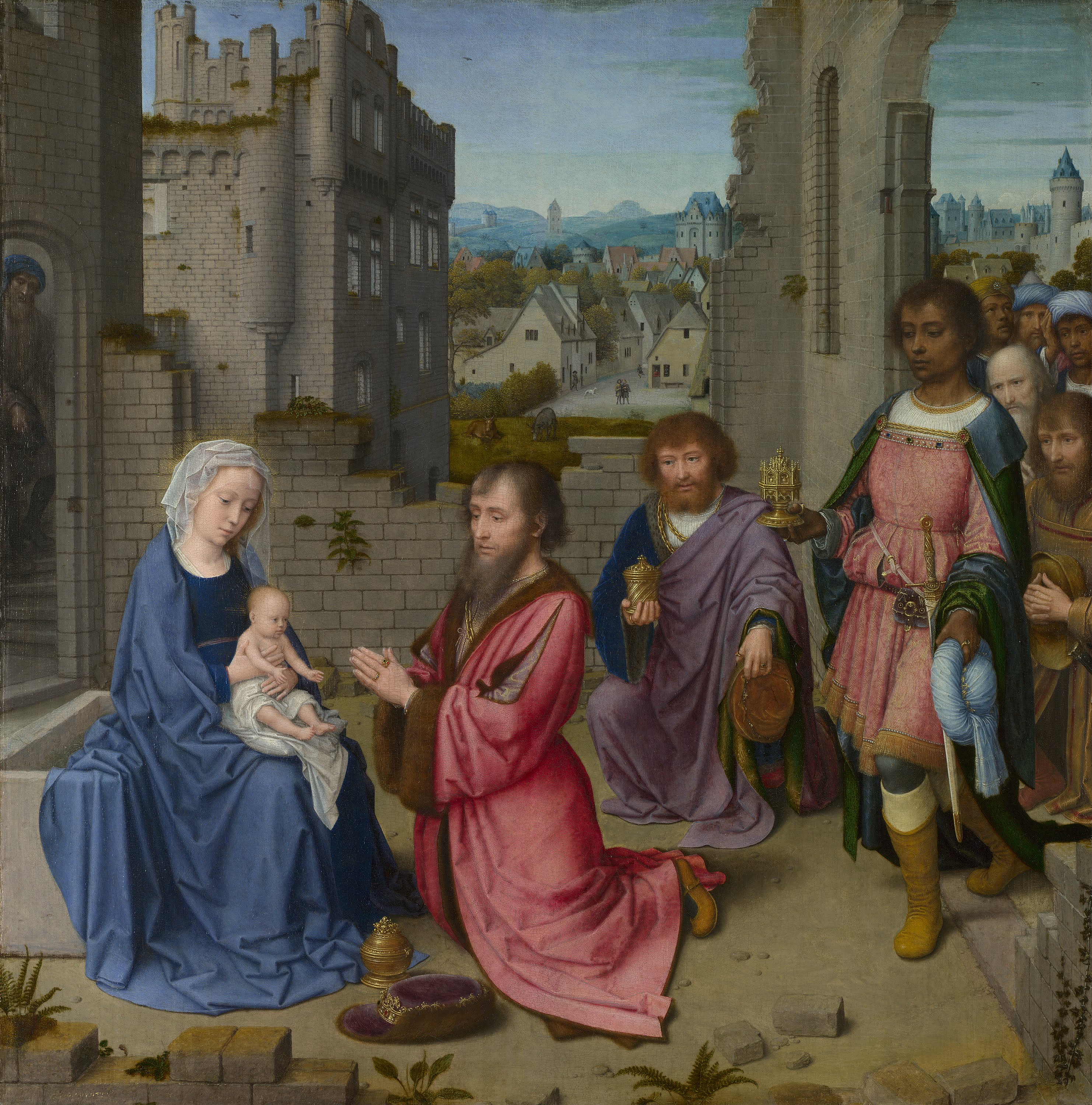
Поклонение волхвов. Левая часть диптиха. Между 1515 и 1523. Дерево, масло. Национальная галерея, Лондон
Оплакивание Христа (Пьета). Правая часть диптиха. Между 1515 и 1523. Дерево, масло. Национальная галерея, Лондон
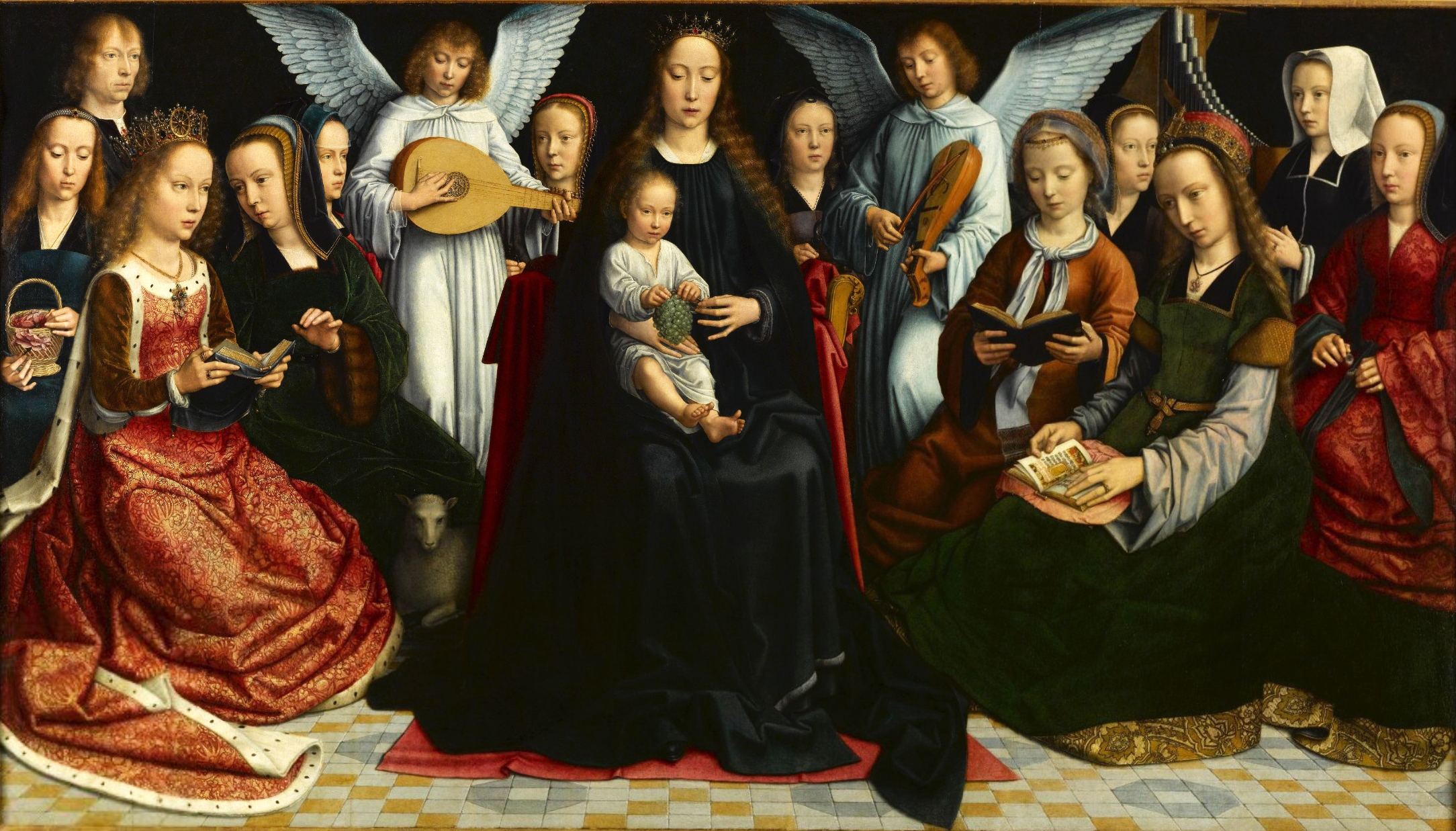
Дева среди дев. 1500-е. Дерево, масло. Музей изящных искусств, Руан
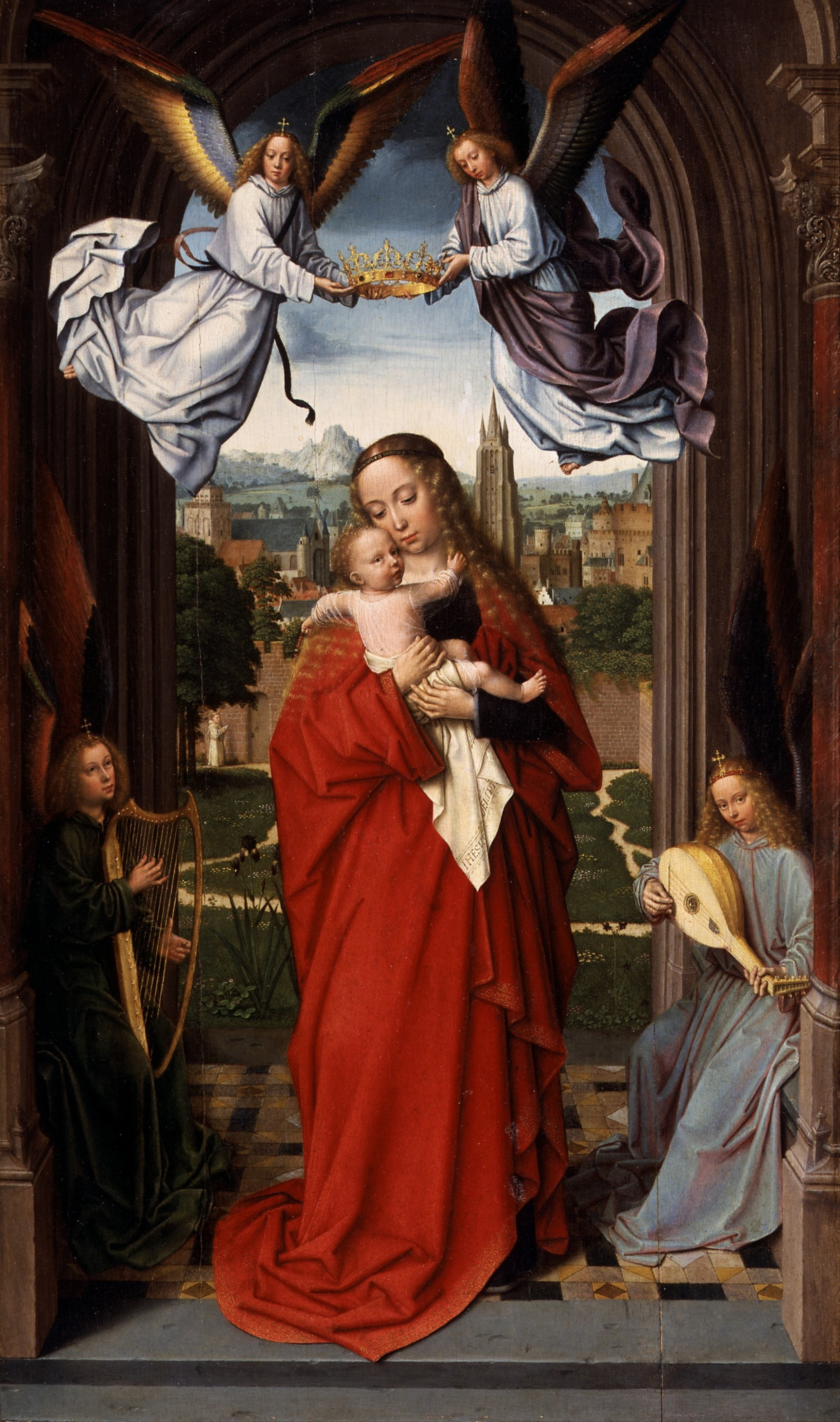
Мадонна с Младенцем и четырьмя ангелами. Между 1510 и 1515. Дерево, масло. Метрополитен-музей, Нью-Йорк
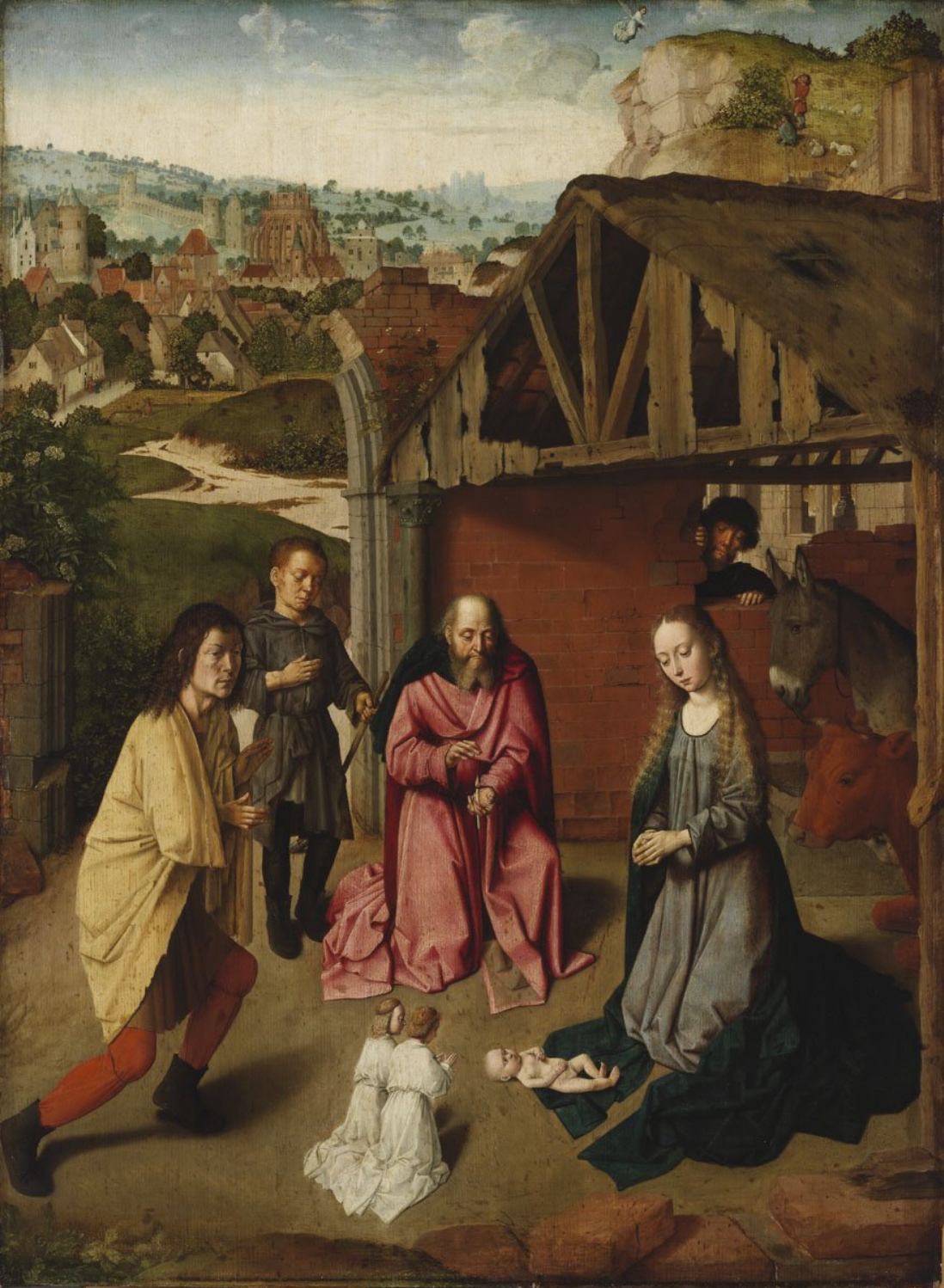
Рождество. Ок. 1490. Дерево, масло. Музей изобразительных искусств, Будапешт
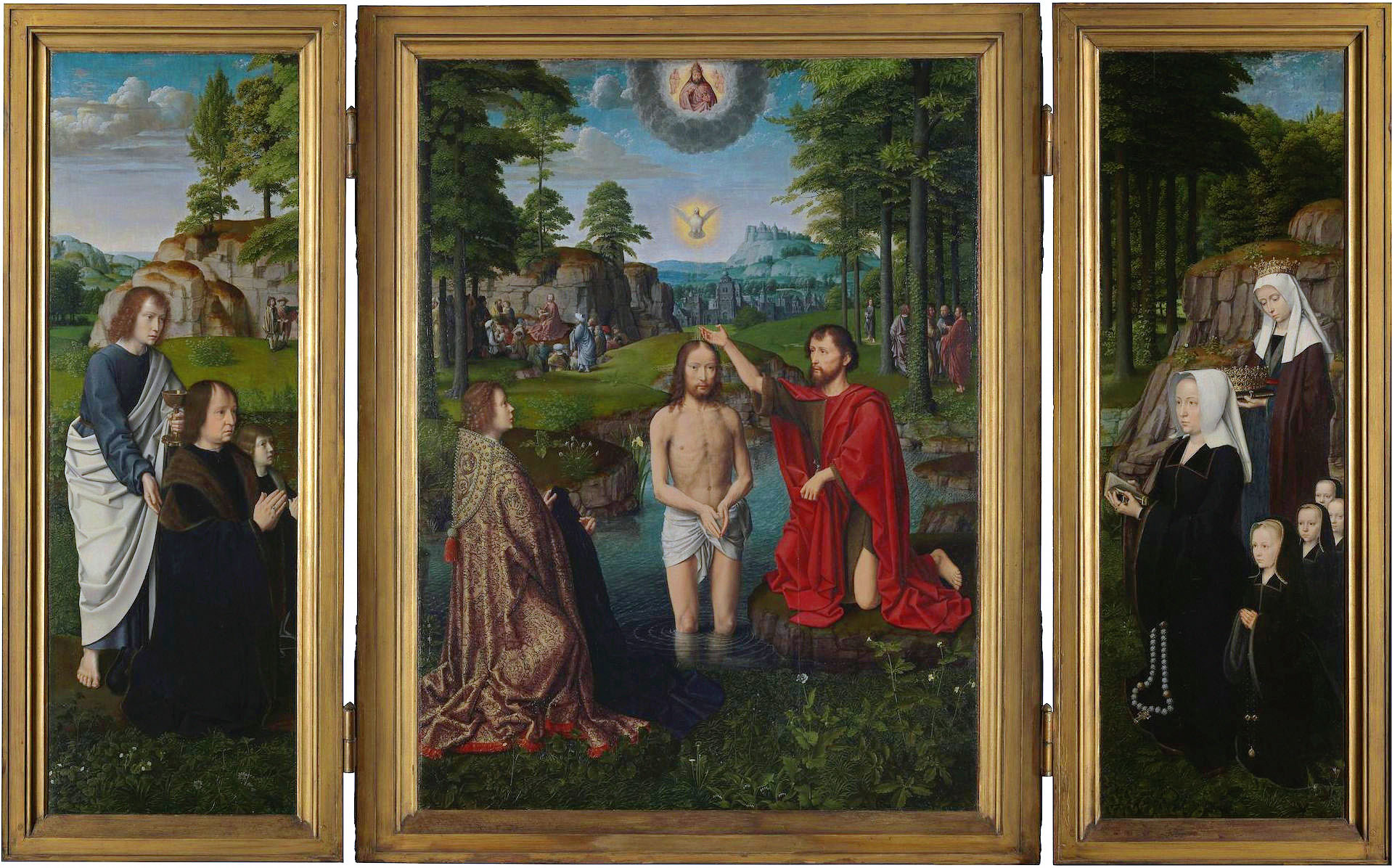
Крещение Христа. Триптих Жана де Тромпа. 1505. Дерево, масло. Музей Грунинге, Брюгге
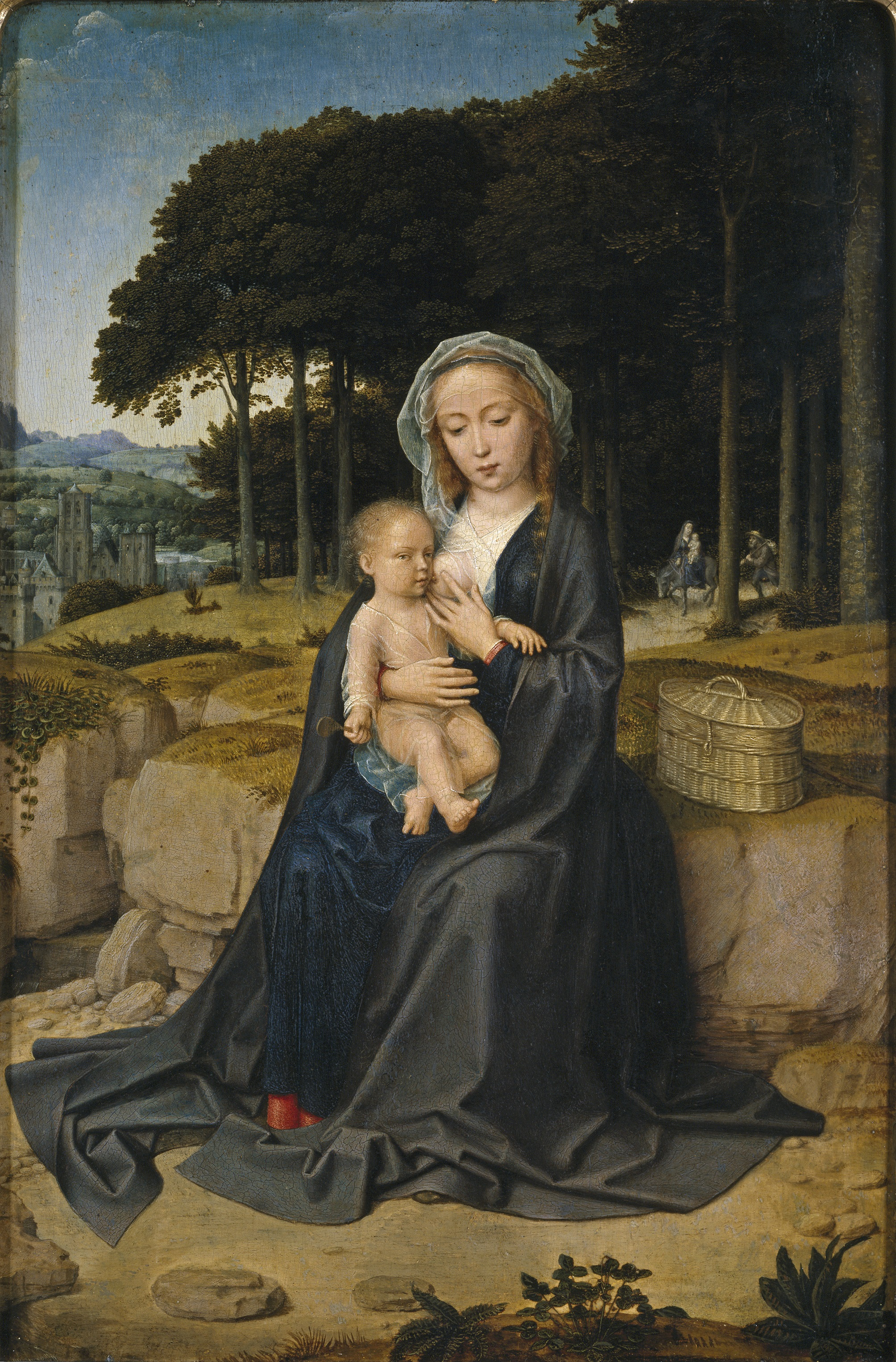
Отдых на пути в Египет. Ок. 1515. Дерево, масло. Прадо, Мадрид
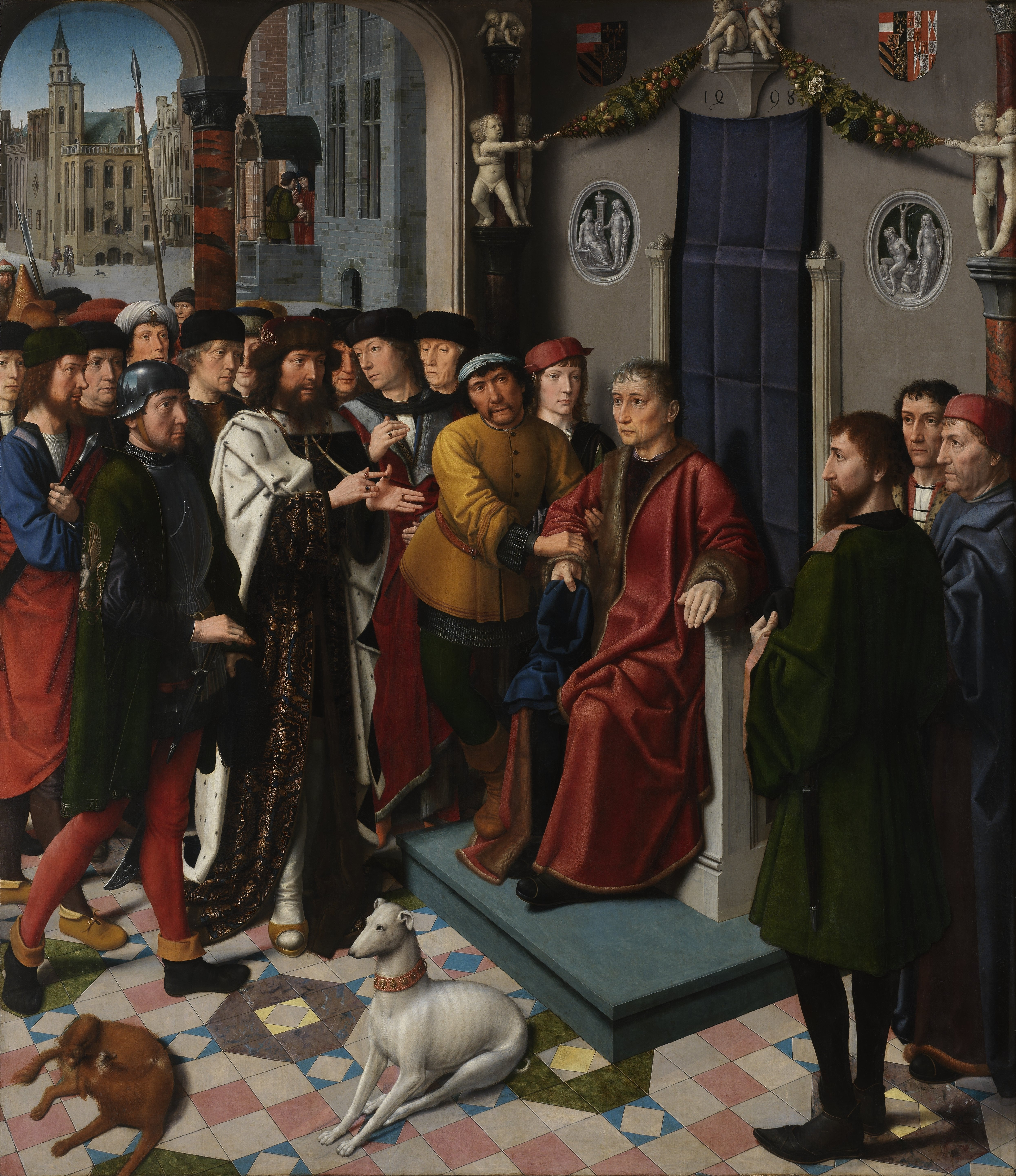
Суд Камбиса. Левая часть диптиха. 1498. Дерево, масло. Музей Грунинге, Брюгге
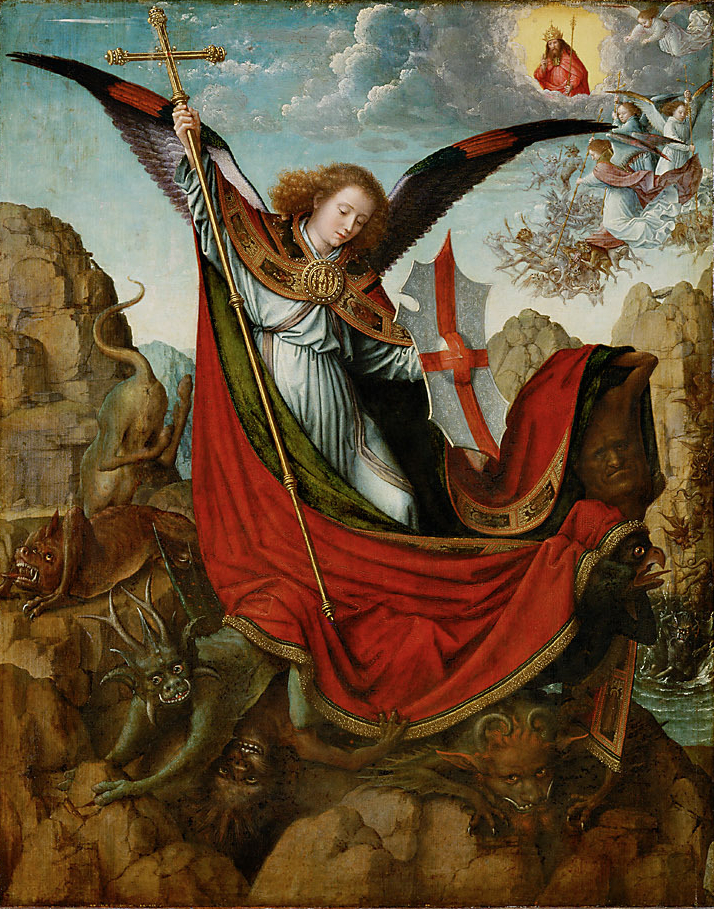
Алтарь Святого Михаила. Центральная панель. Ок. 1510. Дерево, масло. Музей истории искусств, Вена
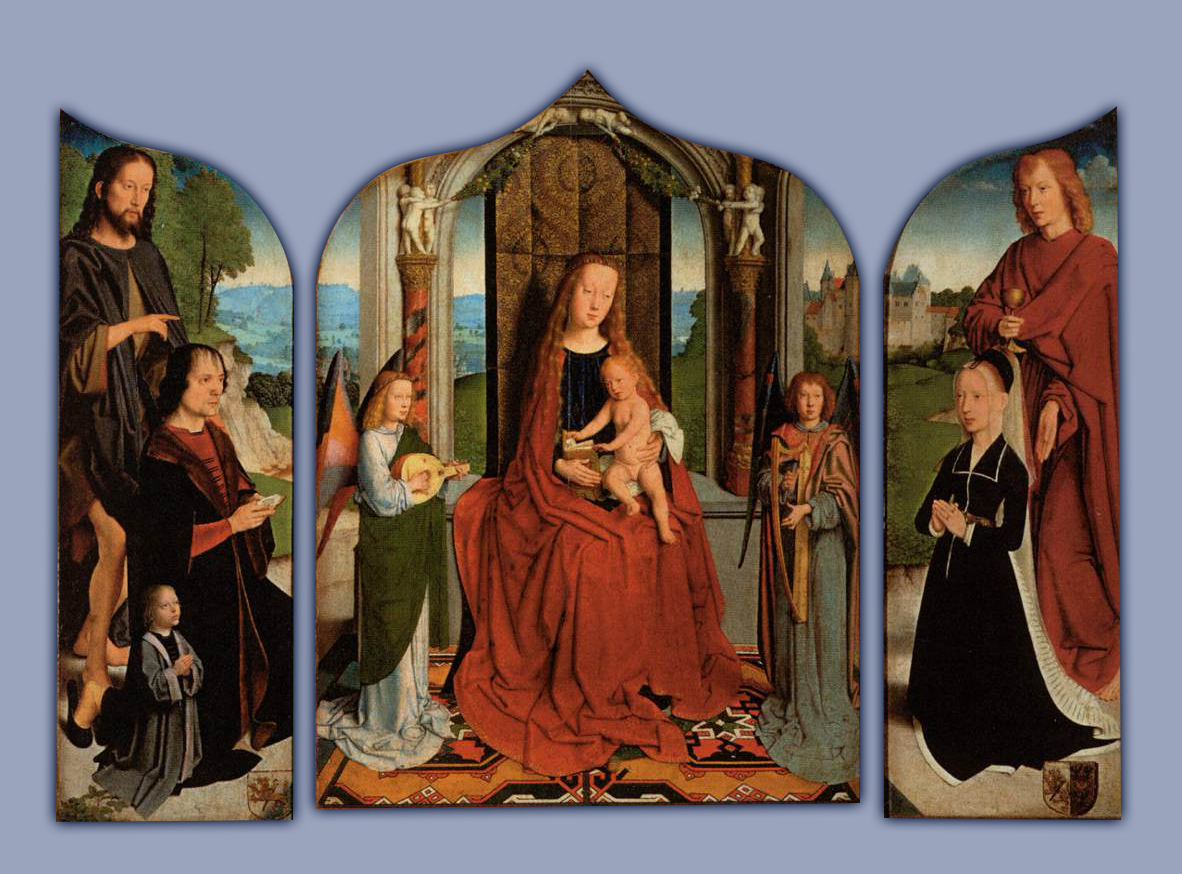
Триптих семьи Седано. Между 1490 и 1495. Дерево, масло. Лувр, Париж
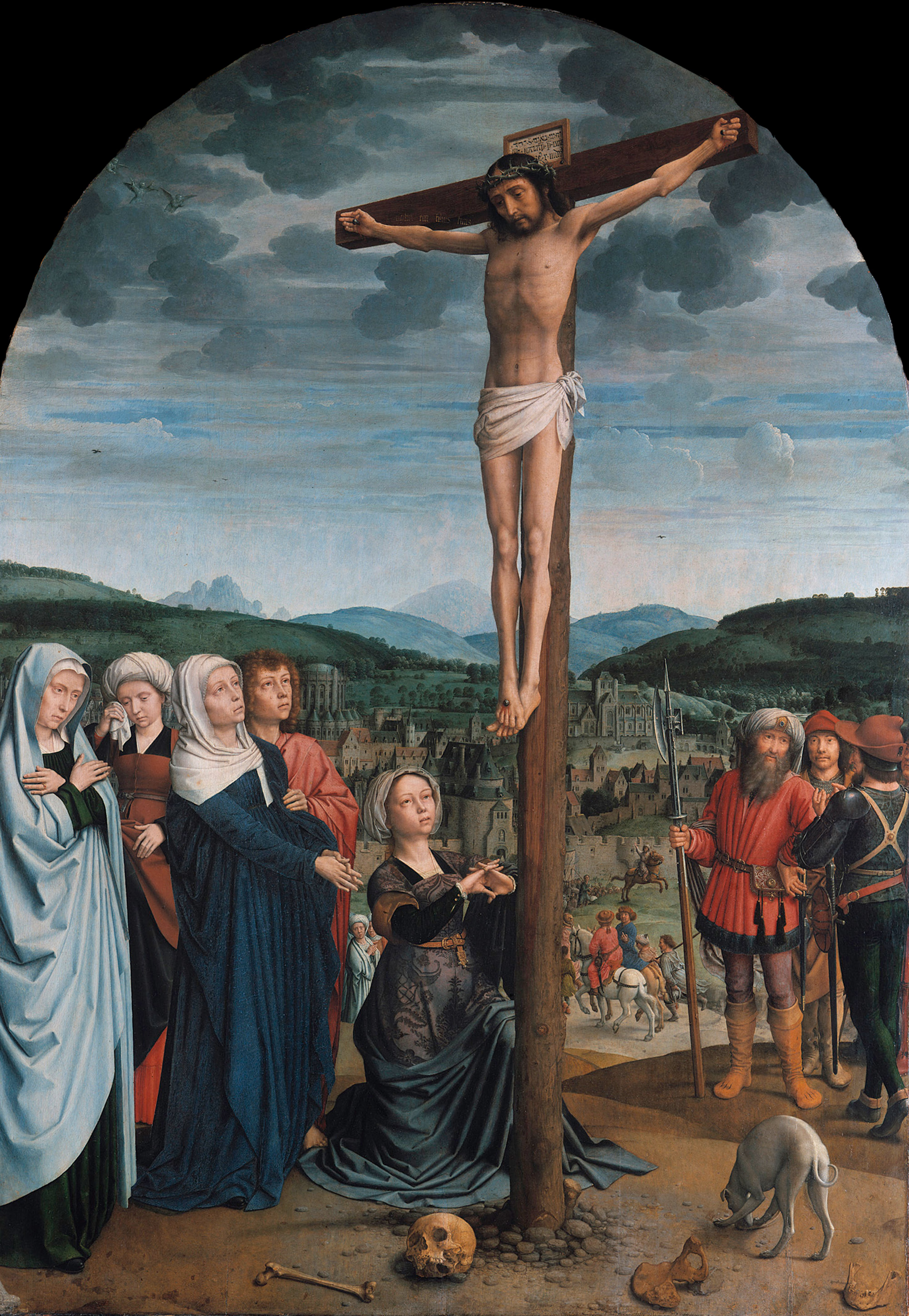
Христос на кресте. Ок. 1515. Дерево, масло. Берлинская картинная галерея
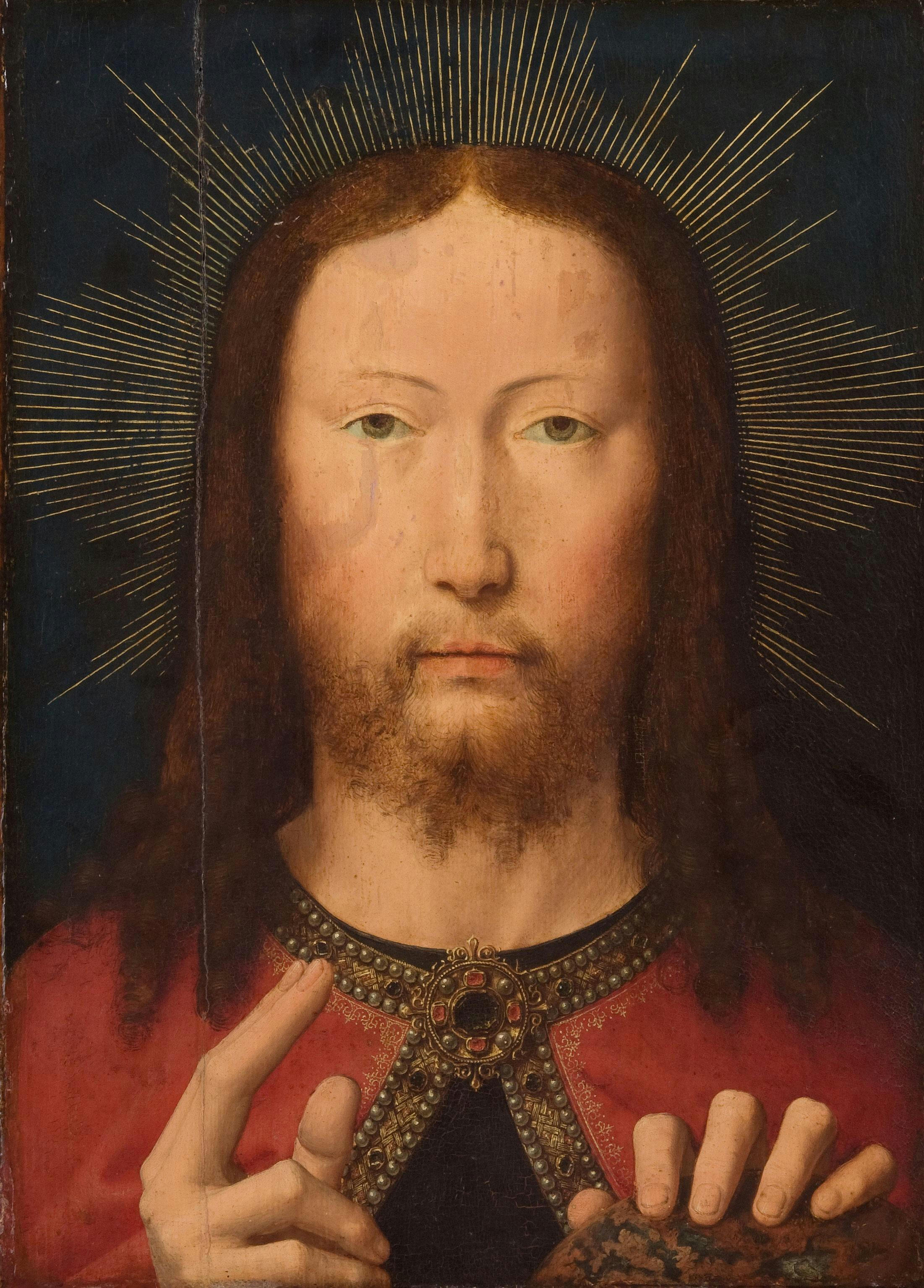
Спаситель Мира. Ок. 1500. Дерево, масло. Музей искусств, Филадельфия, США
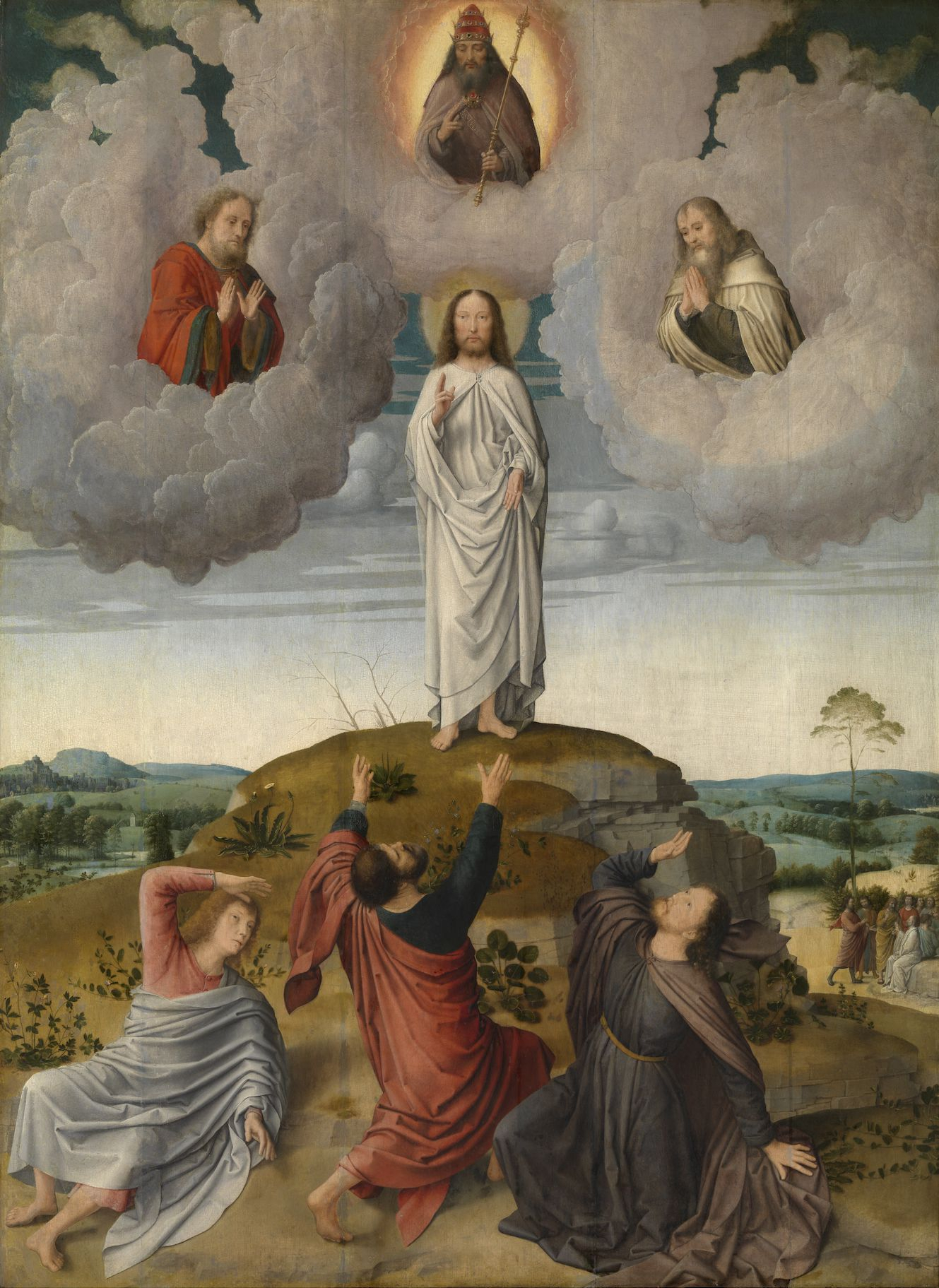
Преображение Христа. Между 1500 и 1505. Дерево, масло. Церковь Богоматери, Брюгге